# Club Atlético Banfield
Club Atlético Banfield este un club de fotbal argentinian cu sediul în Banfield. Echipa susține meciurile de acasă pe Estadio Florencio Solá cu o capacitate de 34.901 de locuri.

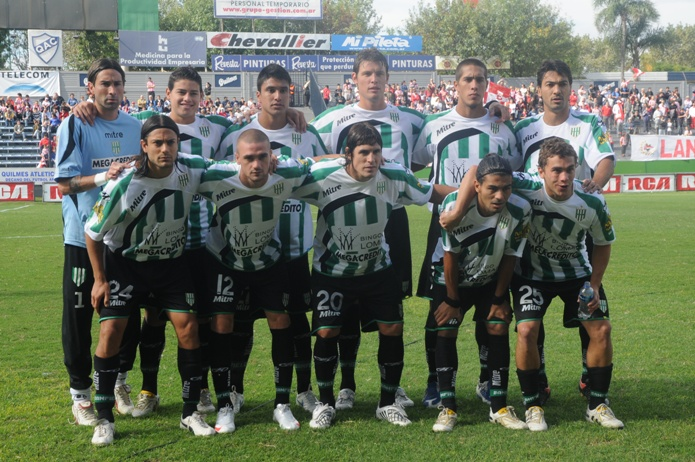
2010